# Tmarus spinosus
Tmarus spinosus är en spindelart som beskrevs av Comellini 1955. Tmarus spinosus ingår i släktet Tmarus och familjen krabbspindlar.
Artens utbredningsområde är Kongo. Inga underarter finns listade i Catalogue of Life.